# La mia musica (album Toto Cutugno)
La mia musica è il terzo album di Toto Cutugno, pubblicato nel 1981.

## Tracce
1. La mia musica
2. L'estate vola via
3. Maledetto sogno
4. Mi va
5. America
6. Con te
7. Punto e virgola
8. Da poco tempo che
9. Sinfonia

## Formazione
- Toto Cutugno – voce, aggeggi, pianoforte, Fender Rhodes, sax
- Sergio Farina – chitarra elettrica
- Gaetano Leandro – tastiera
- Dino D'Autorio – basso
- Flaviano Cuffari – batteria